# さらし風手事
『さらし風手事』（さらしふうてごと）は日本の箏演奏家、作曲家の宮城道雄が1952年に作曲した箏曲の楽曲である。高音と低音の箏の二重奏で、宮城道雄が作曲した箏二重奏の最後の作品である。

## 概要
古典的な主題により作曲されたもので、題名のとおり、近世邦楽の伝統的な音型パターンである「さらし」（晒地）をモチーフにした手事形式の作品である。この「晒地」はもともと、北沢勾当が作曲して、深草検校が改作した『さらし』（晒）という楽曲に使われた特徴的なパターンで、長唄や山田流箏曲などでも好んで使われてきた題材である。この曲では、この「さらし」のパターンがほぼ全曲にわたってあらわれている。高音の箏は四上り雲井調子が、低音の箏は平調子を基本として若干の変更が加えられた調弦を用いる。リズミカルで、かつ緩急のメリハリがあり
、聴き映えのする曲である。「作曲家の作品というより演奏家の作品と言ってよい」とも言われている。